# Geranomyia risibilis
Geranomyia risibilis là một loài ruồi trong họ Limoniidae. Chúng phân bố ở miền Australasia.